# Rosa sweginzowii
Espèce
Classification phylogénétique
Rosa sweginzowii est une espèce de plantes à fleurs de la famille des Rosaceae. C'est un rosier classé dans la section des Cinnamomeae, originaire de Chine nord-occidentale.

## Description[1]
C'est un arbuste pouvant atteindre 4 mètres de haut, qui ressemble à Rosa moyesii avec des tiges aux aiguillons plats et triangulaires et des feuilles de 7 à 11 folioles, bien vertes, lisses avec leur revers velu.
Les fleurs simples rose clair à centre blanc  fleurissent en juin et donnent des cynorrhodons de couleur rouge brillant, en forme de bouteille de 2,5 cm de long.
Il existe un cultivar à fleurs rose foncé et fruits plus gros : Rosa sweginzowii  'Macrocarpa'.